# 5-я пехотная дивизия (США)
5-я пехотная дивизия США (англ. 5th Infantry Division) — тактическое соединение Армии США, прозванная «красным бриллиантом» (англ. Red Diamond). Девизом этой пехотной дивизии служили слова «Мы сделаем» (англ. We Will).

## Первая мировая война
Дивизия была образована 11 декабря 1917 года. На фронте с 1 мая 1918 года. Принимала участие в Сен-Миельской и Мёз-Арагонской операциях. После войны оставалась в Европе в составе оккупационных частей. 21 июля 1919 вернулась в Соединенные Штаты.

## Вторая мировая война
С началом боевых действий в Европе дивизия вновь была активизирована под командованием бригадного генерала Ходжеса Кэмпбелла. В её состав вошли три пехотных полка, один артиллерийский, а также сапёрный батальон. В мае 1942 дивизию направили в Исландию, однако позже она была расформирована, и только через год, в мае 1943, вновь реорганизована как пятая пехотная.
9 июля 1944 года высадилась в Нормандии, где вела бои до декабря. Зимой 1944/45 в составе войск США отражавших немецкое наступление в Арденнах. С 22 марта 1945 года участвовала во вторжении в Германию.
Потери дивизии за время войны составили: 2298 убитых, 9549 раненных, 683 пленных. Еще 288 числятся пропавшими без вести.

## Вьетнамская война
После Тетского наступления, 1-я бригада дивизии отправлена в Южный Вьетнам. На фронте с июля 1968 года. Участвовала в операции Lam Son 719.
22 августа 1971 года возвращена в Соединенные Штаты.

## Вторжение США в Панаму
Участвовала во вторжении американских сил в Панаму. За время операции потери дивизии составили 2 человек убитыми. Деактивирована в ноябре 1992 года. Остатки дивизии влиты в состав 2-й бронетанковой дивизии.

## Командиры
- генерал-майор Стаффорд Л.Ирвин (июнь 1943—апрель 1945 гг.)
- генерал-майор Альберт Э.Браун (апрель 1945—?)[2]